# Trois Mélodies, op. 7 (Fauré)
Pour les articles homonymes, voir Trois Mélodies.
Les Trois Mélodies, op. 7 sont un ensemble de mélodies pour voix et piano, de Gabriel Fauré. Ces mélodies sont composées entre 1870 et 1877, à l'origine sans volonté d'être associées.

## Contexte et création
Elles sont publiées en 1878, mais le numéro d'opus est attribué seulement dans les années 1890, à l'instar des opus 5, 6 et 8. Seules les deux premières mélodies sont reprises dans un premier recueil de vingt, publié en 1879 par Choudens (puis Hamelle) ; la Barcarolle terminant le second recueil, édité en 1897.

### Après un rêve
La première mélodie du cycle est dédiée à « Madame Marguerite Baugnies ». Elle est publiée d'abord en 1878 par Choudens, puis en 1887 par Hamelle. La création a eu lieu lors d'une séance de la Société nationale de musique le 11 janvier 1879, par la soprano Henriette Fuchs. La mélodie a été composée après la rupture entre le compositeur et Marianne Viardot. Cette romance populaire a notamment été transcrite pour violoncelle et piano par Pablo Casals.

## Structure
L'ensemble se compose de trois mélodies :
1. Après un rêve
2. Hymne
3. Barcarolle

## Analyse

### Après un rêve
Après un rêve décrit la fuite rêvée d'amants loin de la terre et "vers la lumière". Les dernières strophes ramènent le rêveur à la réalité tandis que la nuit s'éteint progressivement. Le poème, écrit par Romain Bussine est inspiré d'un poème italien anonyme : Levati sol che la luna è levata.

### Hymne
Hymne est mis en musique sur un poème de Charles Baudelaire. Le texte fait référence aux thèmes récurrents du paradoxe de Baudelaire : la spiritualité de ce qui est sensuel et la sensualité de ce qui est sanctifié. La mise en musique par Fauré s'articule subtilement autour de cette idée. Hymne, tout comme Après un rêve, conserve une ambiance éthérée.

### Barcarolle
Le texte de la troisième pièce, Barcarolle, a été écrit par Marc Monnier. Sous une forme barcarolle, cette pièce s'appuie sur un rythme 
.

#### Texte
Merci de procéder au transfert en conservant l'historique. 
Gondolier du Rialto

Mon château c'est la lagune,

Mon jardin c'est le Lido.

Mon rideau le clair de lune.

Gondolier du grand canal,

Pour fanal j'ai la croisée

Où s'allument tous les soirs,

Tes yeux noirs, mon épousée.

Ma gondole est aux heureux,

Deux à deux je la promène,

Et les vents légers et frais

Sont discret sur mon domaine.

J'ai passé dans les amours,

Plus de jours et de nuits folles,

Que Venise n'a d'ilots

Que ses flots n'ont de gondoles.

## Adaptations
Après un rêve est l'une de ses mélodies les plus connues, transcrite pour divers instruments (clarinette...)[réf. nécessaire].